# Начальник военно-морских операций
Начальник военно-морских операций (англ. Chief of Naval Operations, CNO, в русскоязычной литературе также переводится как Главком/Начальник (главного) штаба ВМС США или Главнокомандующий ВМС США) — высшая офицерская должность в военно-морских силах США.
Согласно § 5033 Статьи 10 Свода законов США, начальник ВМО США назначается на пост президентом США с согласия Сената на четырёхлетний срок из числа адмиралов ВМС. В военное время и в условиях объявленной Конгрессом США чрезвычайной ситуации, срок полномочий начальника ВМО может быть продлён, но не более чем на 4 года. От кандидата на должность начальника ВМО требуется значительный опыт работы в объединённых штабах, включая как минимум один полный тур в качестве флагманского офицера. Президент может отменить последнее требование, если посчитает это необходимым для национальных интересов.
По должности начальник ВМО имеет чин полного (четырёхзвёздного) адмирала и является членом Объединённого комитета начальников штабов (ОКНШ). Считается первым по старшинству офицером флота, за исключением случаев, когда офицер флота занимает должность председателя или вице-председателя ОКНШ.
Пост начальника ВМО является административным, он не осуществляет командования силами флота (как то подразумевает название должности). Командование силами ВМС осуществляют боевые командующие, подотчётные министру обороны. Начальник ВМО осуществляет общий надзор над организацией ВМС как подчинённый министра флота.
С 21 февраля 2023 года и.о. начальника ВМО является адмирал Джеймс Килби.

## Полномочия и ответственность начальника ВМО США
Согласно Уставу ВМС США, в вопросах командования, использования ресурсов и боевой подготовки ВМС начальник ВМО США подчинён непосредственно министру ВМС и подотчётен ему.
В обязанности начальника ВМО США входит:
- руководство Главным штабом ВМС (англ. Office of Chief of Naval Operations)
- предоставление министру ВМС на утверждение содержания оперативных планов и приказов по ВМС, разработанных в Главном штабе ВМС
- контроль за исполнением планов и приказов Главного штаба ВМС после утверждения их министром ВМС.
- контроль за деятельностью частей подразделений ВМС США и Корпуса морской пехоты по исполнению приказов министра ВМС (в соответствии с установленными законом полномочиями командующего объединёнными и специальными командованиями
- участие в работе Комитета по оборонной политике[4] и других органов, в которые он входит по должности;
- исполнение прочих обязанностей, возложенных на него президентом, министром обороны и министром ВМС.

- В качестве члена Объединённого комитета начальников штабов начальник ВМО США также обязан детально информировать министра ВМС о[1][3][5]:
  - всех касающихся ВМС рекомендациях военного характера, внесённых членами ОКНШ на заседаниях комитета
  - всех боевых операциях, реализуемых частями и подразделениями ВМС США

- Для координации действий сил ВМС и других видов Вооружённых сил США на региональном ТВД начальник ВМО США может быть по совместительству временно назначен начальником того или иного регионального Оперативного штаба (командования) ВС США. В рамках этих полномочий по его командованием находятся все силы и средства всех видов Вооружённых сил в зоне ответственности.[6].

Начальник ВМО США ответственен перед министром ВМС за:
- организацию, обучение, оснащение и подготовку ВМС, включая подразделения, приданные объединённым командованиям;
- определение настоящих и будущих потребностей ВМС в личном составе, материалах, вооружении, пунктах базирования и обслуживании, включая определение количества и качества боевых сил, времени и места дислокации, приоритетов потребностей;
- подготовку командного и руководящего состава ВМС среди офицеров, старшин, матросов и гражданского персонала необходимой специализации, обеспечение высокого уровня компетентности, равных возможностей для продвижения, необходимого морального и материального стимулирования, престижности службы в ВМС;
- планирование и обеспечение медицинской помощи персоналу ВМС;
- организацию, управление и подготовку резерва ВМС;
- инспекцию подразделений ВМС с целью определения их эффективности, дисциплины, боеготовности;
- определение требований к ВМС, в целях планирования и проведения научно-исследовательских и конструкторских работ и тестирования с учётом долговременных и текущих условий и финансовых ограничений; обеспечение содействия заместителю министра ВМС по исследованиям, разработкам и закупкам в выполнении соответствующих программ;
- формулирование стратегических планов и политики ВМС, участие в формировании объединённых планов и политики;
- формулирование под руководством заместителя министра ВМС по финансовому управлению бюджетных предложений ВМС.

Начальник ВМО США под руководством министра ВМС осуществляет общее управление министерством ВМС в вопросах:
- эффективности поддержки оперативных сил ВМС и береговых подразделений;
- координации связанных между собой программ ВМС;
- безопасности;
- разведки;
- дисциплины;
- связи;
- обычаев и традиций;
- координации деятельности министерства в вопросах эффективности и экономии.

Начальник ВМО контролирует работы по правильному ведению Военно-морского регистра США (кроме исключения кораблей из регистра, которое контролируется приказами министра ВМС.

## Список начальников ВМО США
| №  | Начальник                 | Фото | Начало полномочий     | Окончание полномочий  |
| -- | ------------------------- | ---- | --------------------- | --------------------- |
| 1  | Уильям Шепперд Бенсон     |      | 11 мая 1915 года      | 25 сентября 1919 года |
| 2  | Роберт Эдвард Кунц        |      | 1 ноября 1919 года    | 21 июля 1921 года     |
| 3  | Эдвард Уолтер Эберли      |      | 21 июля 1923 года     | 14 ноября 1927 года   |
| 4  | Чарльз Фредерик Хьюз      |      | 14 ноября 1927 года   | 17 сентября 1930 года |
| 5  | Уильям Визи Прэтт         |      | 17 сентября 1930 года | 30 июня 1933 года     |
| 6  | Уильям Гаррисон Стэндли   |      | 1 июля 1933 года      | 1 января 1937 года    |
| 7  | Уильям Даниел Леги        |      | 2 января 1937 года    | 1 августа 1939 года   |
| 8  | Гарольд Рэйнсфорд Старк   |      | 1 августа 1939 года   | 2 марта 1942 года     |
| 9  | Эрнест Джозеф Кинг        |      | 2 марта 1942 года     | 15 декабря 1945 года  |
| 10 | Честер Уильям Нимиц       |      | 15 декабря 1945 года  | 15 декабря 1947 года  |
| 11 | Луис Эмил Денфелд         |      | 15 декабря 1947 года  | 2 ноября 1949 года    |
| 12 | Форрест Шерман            |      | 2 ноября 1949 года    | 22 июля 1951 года     |
| 13 | Уильям Морроу Фечтелер    |      | 16 августа 1951 года  | 17 августа 1953 года  |
| 14 | Роберт Боствик Карни      |      | 17 августа 1953 года  | 17 августа 1955 года  |
| 15 | Арли Альберт Берк         |      | 17 августа 1955 года  | 1 августа 1961 года   |
| 16 | Джордж Уилан Андерсон-мл. |      | 1 августа 1961 года   | 1 августа 1963 года   |
| 17 | Дэвид Ламар Макдональд    |      | 1 августа 1963 года   | 1 августа 1967 года   |
| 18 | Томас Хинмэн Мурер        |      | 1 августа 1967 года   | 1 июля 1970 года      |
| 19 | Элмо Рассел Замволт       |      | 1 июля 1970 года      | 29 июня 1974 года     |
| 20 | Джеймс Холлоуэй III       |      | 29 июня 1974 года     | 1 июля 1978 года      |
| 21 | Томас Бибб Хэйуорд        |      | 1 июля 1978 года      | 30 июня 1982 года     |
| 22 | Джеймс Дэвид Уоткинс      |      | 30 июня 1982 года     | 30 июня 1986 года     |
| 23 | Карлайл Трост             |      | 1 июля 1986 года      | 29 июня 1990 года     |
| 24 | Фрэнк Бентон Келсо II     |      | 29 июня 1990 года     | 23 апреля 1994 года   |
| 25 | Джереми Майкл Бурда       |      | 23 апреля 1994 года   | 16 мая 1996 года      |
| 26 | Джей Джонсон              |      | 16 мая 1996 года      | 21 июля 2000 года     |
| 27 | Вернон Кларк              |      | 21 июля 2000 года     | 22 июля 2005 года     |
| 28 | Майкл Глен Маллен         |      | 22 июля 2005 года     | 29 сентября 2007 года |
| 29 | Гэри Рафхэд               |      | 29 сентября 2007 года | 23 сентября 2011 года |
| 30 | Джонатан Гринерт          |      | 23 сентября 2011 года | 18 сентября 2015 года |
| 31 | Джон Ричардсон            |      | 18 сентября 2015 года | 22 августа 2019 года  |
| 32 | Майкл М. Гилдей           |      | 22 августа 2019 года  | 14 августа 2023 года  |
| 33 | Лиза М. Франкетти         |      | 14 августа 2023 года  | 21 февраля 2025 года  |
| 34 | Дэрил Кодл                |      | 31 июля 2025 года     |                       |

## Структура Главного штаба ВМС
В аппарат начальника ВМО/Главного штаба ВМС входят:
- первый заместитель начальника Главного штаба ВМС
- несколько заместителей начальника Главного штаба ВМС
- помощники начальника Главного штаба ВМС
- начальник медицинского управления ВМС
- начальник отдела личного состава ВМС
- начальник правового управления ГУ ВМС
- главный капеллан ВМС
- начальники других функциональных и технических управлений ГУ ВМС
- начальники функциональных и технических управлений Корпуса морской пехоты США
- вольнонаемные гражданские специалисты ГУ ВМС и подчиненных ему управлений МО США